# ɚ
Le schwa crochet ou schwar, ɚ, est un symbole phonétique utilisé dans l’alphabet phonétique international. Le symbole est composé du schwa ‹ ə › avec un crochet rhotique. Sa variante schwa anse de r, , composée avec la anse du r, est utilisée en sinologie et a été utilisée auparavant par John Samuel Kenyon (en), certains auteurs dans les années 1920-1930 ou encore dans l’alphabet de Knowles quelques années plus tôt.

## Utilisation

### Schwa anse de r
Joshua Knowles utilise le symbole dans son alphabet pour les langues indiennes en 1910.
Le symbole est utilisé par John Samuel Kenyon dans l’ouvrage American pronunciation publié en 1924.
Il est proposé comme symbole dans l’Alphabet phonétique international en 1933 mais est rejeté,.
Le symbole est remplacé par les ə crochet rhotique ‹ ɚ › et epsilon réflechi hameçon rétroflexe ‹ ᶔ › dans l’édition de 1935 de l’ouvrage American pronunciation de Kenyon. Les symboles ‹ ᶕ ›, ‹ ᶔ ›, etc. avec hameçon rétroflexe seront adoptés dans l’Alphabet phonétique international en 1947 et la forme avec un crochet rhotique sera ‹ ɚ › adoptée en 1950 comme alternative au symbole ə hameçon rétroflexe ‹ ᶕ ›.

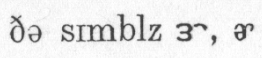
ᴈ anse de r et ə anse de r dans un article de Maître phonétique de janvier-mars 1934.

Les symboles ə anse de r ainsi que ɜ anse de r ont notamment été utilisés dans le Linguistic Atlas of New England.

### Variantes

Forme du symbole utilisée par Knowles ou Kenyon.
Forme du symbole utilisée dans Palmer, Martin, Blandford 1926.

Harold E. Palmer, J. Victor Martin et F. G. Blandford utilise aussi un symbole similaire ou une variante de celui-ci dans A Dictionary Of English Pronunciation publié en 1926, mais celui-ci a la anse du r rattaché à la fin du trait de ə, c’est-à-dire en son centre.
Des symboles additionnels ont été proposés lors de la discussion pour l’adoption du symbole dans l’alphabet phonétique internationale. Bernard Bloch propose notamment l’epsilon culbuté anse de r (ou epsilon réfléchi anse de r) pour la voyelle rhotique avec l’accent tonique. Le v culbuté anse de r a aussi été proposé pour noter la voyelle rhotique.

Epsilon culbuté anse de r.
Epsilon réfléchi anse de r.
V culbuté anse de r.